# مگس‌ران

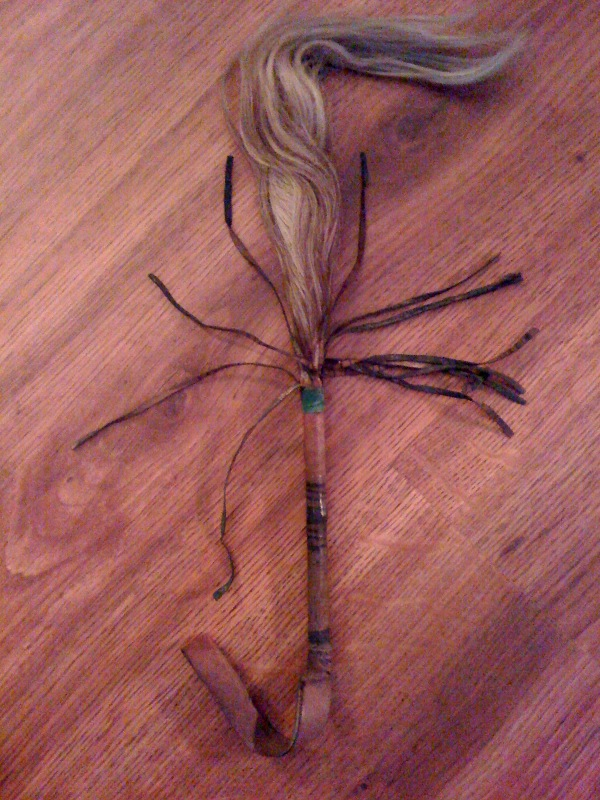
مگس‌رانی هوسه‌ای از پوست بز و موی اسب؛ مرادی، نیجر، سال ۱۹۶۱، ۷۱ سانتی‌متر

مگس‌ران یا مگس‌پران ابزاری است که برای راندن حشره‌ها به کار می‌رود. در اقلیم گرمسیری، وسیله‌ای شبیه به آن به عنوان بادبزن استفاده می‌شود که آن را در هند یا آسیای جنوبی، چوری، چامارا یا پراکیرناکا می‌خوانند. در هنر اندونزی، مگس‌ران‌ها با شیوا همراهی دارند. در بازارهای خاورمیانه، مگس‌ران‌ها برای راندن حشره‌ها به کار می‌رود.
در گذشته، مگس‌ران‌ها را علاوه بر پر طاووس یا دم اسب، از دم غژگاو می‌ساختند و برای تزیین اسب و پیل یا سرِ نیزه‌ها به کار می‌بردند و آن را پرچم می‌نامیدند.

## در ادبیات فارسی
در تجارب‌السلف آمده است: 
و غلامی دیگر مگس‌ران در دست داشتی و علی‌الدوام مگس می‌راندی. 
صائب تبریزی:
| جلوهٔ رنگین ندارد عاقبت هشیار باش |  | شهپر طاوس را آخر مگس‌ران می‌کنند |

میریحیی شیرازی:
| ریخته از هر طرفی دسته‌ای |  | همچو مگس‌ران حنابسته‌ای |

مگس‌ران حنابسته، مگس‌رانی که از موی دم اسب سازند و آن را سرخ کنند مثل دم اسب.

## نگارخانه

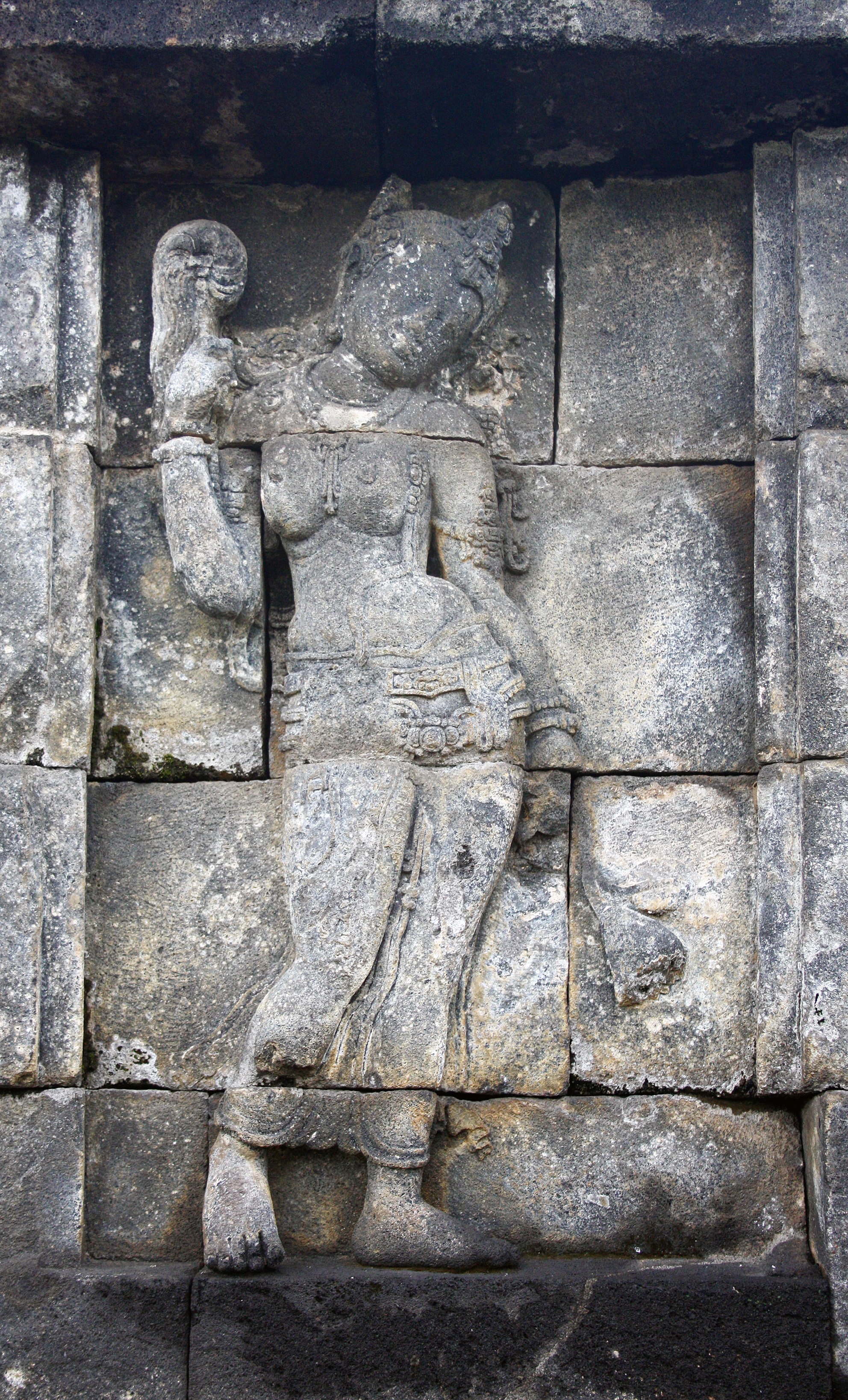
مگس‌رانی در دست تارا، نمادهای هندی-بودایی، قرن هشتم میلادی.
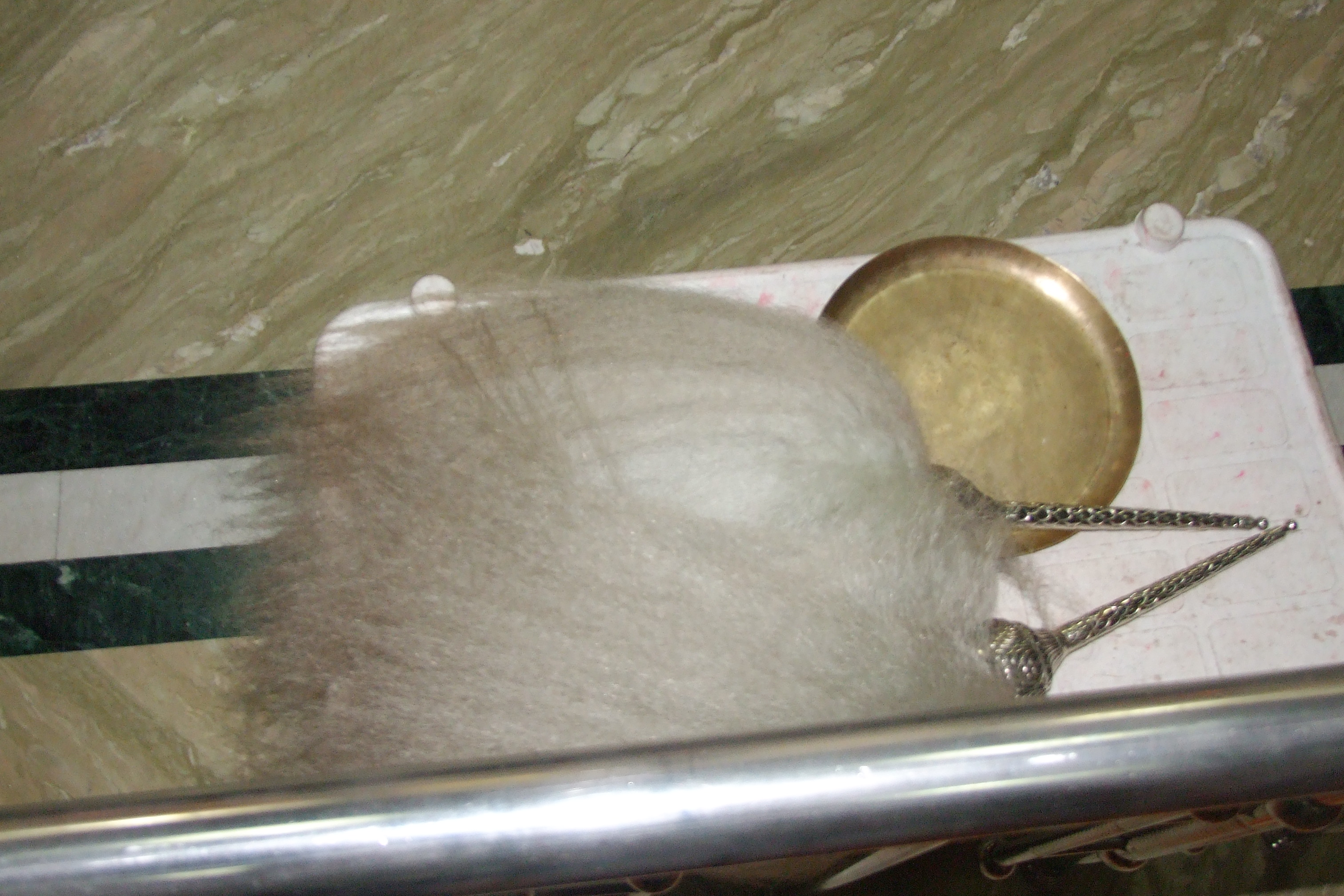
مگس‌رانی هندی که در آداب پرستش استفاده می‌شود.
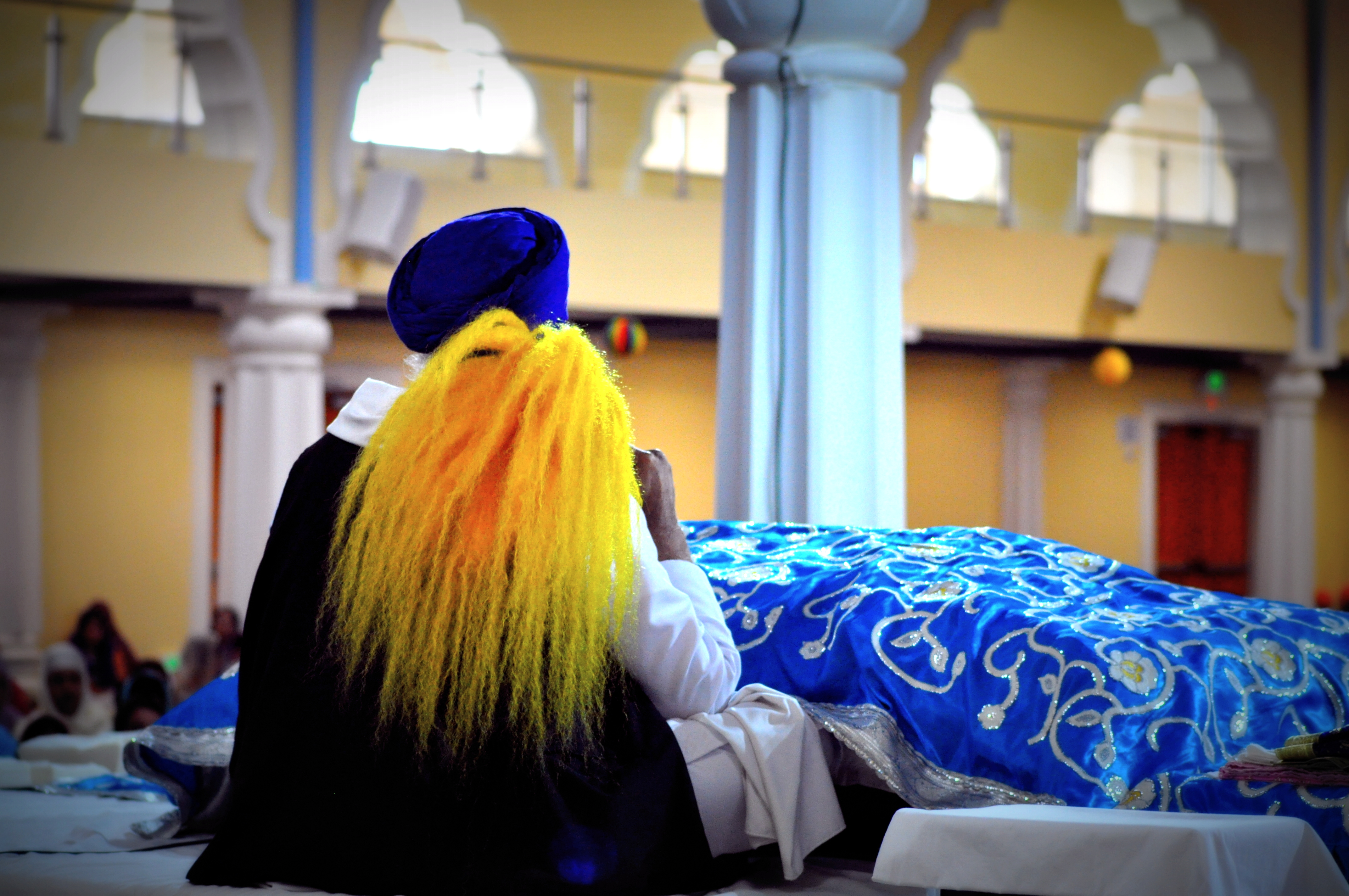
مگس‌رانی نارنجی برای باد زدن محترمانه کتاب‌های سیک
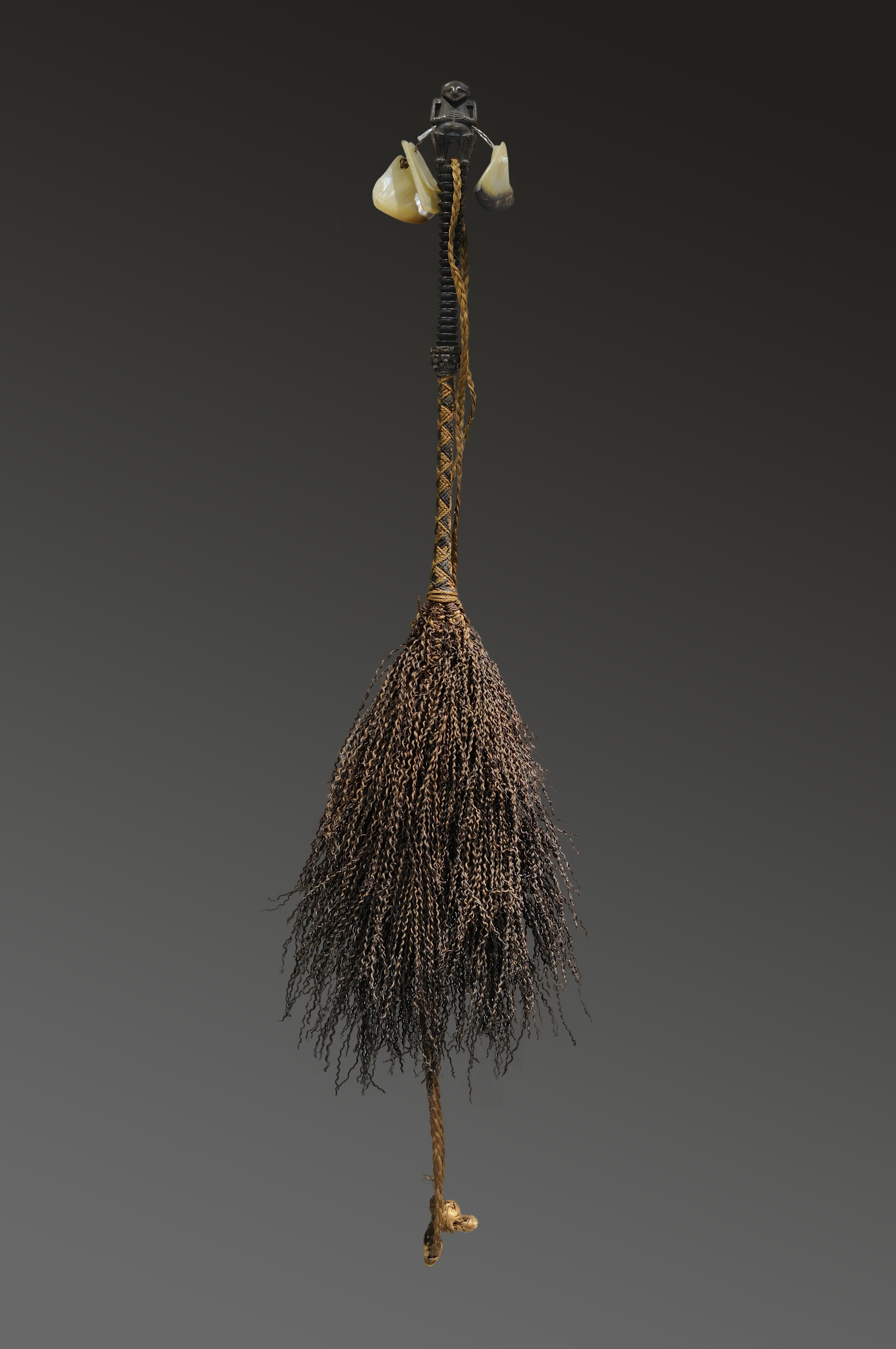
مگس‌رانی از پلی‌نزی
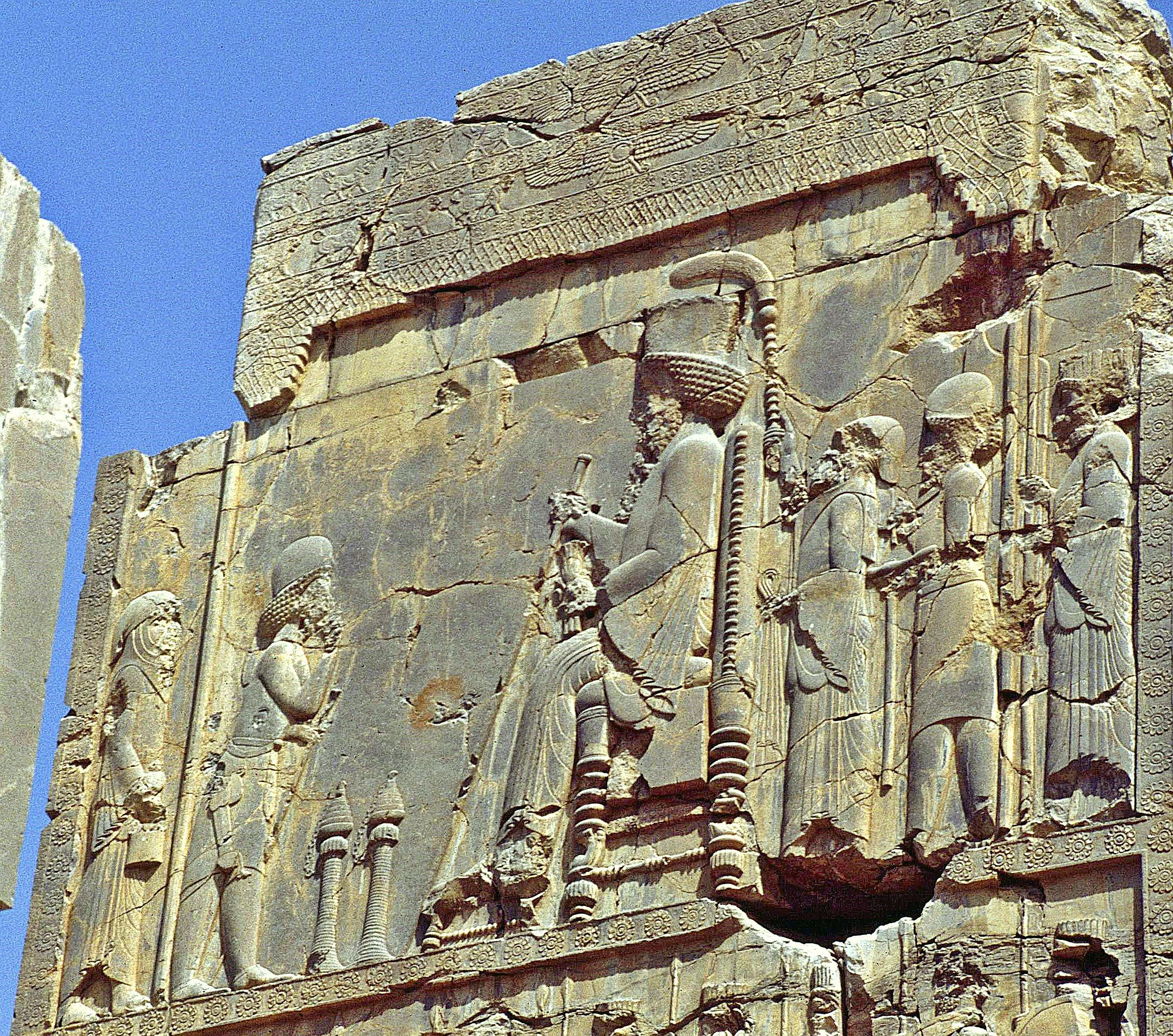
سنگ‌نگاره مجلس بارعام شاهی بر فراز جرز درگاه شمالی تالار صدستون. اردشیر یکم بر تخت نشسته و خواجه درباری در پشت او با پوشش پارسی با مگس‌رانی در بالای سر شاه و حوله‌ای در دست.